# Gran Premi Riga-Jurmala
El Gran Premi Riga-Jurmala, conegut fins al 2012 com a Gran Premi Riga, és una cursa ciclista d'un dia que es disputa a Letònia. Va començar disputant-se al voltant de Riga, i l'edició de 2013 va tenir final a Jurmala.

## Palmarès
| Any  | Guanyador         | Segon               | Tercer              |
| ---- | ----------------- | ------------------- | ------------------- |
| 2006 | Sergey Kolesnikov | Aleksejs Saramotins | Vasil Kiryienka     |
| 2007 | Gatis Smukulis    | Aleksejs Saramotins | Tanel Kangert       |
| 2008 | Normunds Lasis    | Erki Pütsep         | Aleksejs Saramotins |
| 2009 | Herberts Pudans   | Sten Sarv           | Vitälijs Kornilovs  |
| 2010 | Toms Skujinš      | Reijo Puhm          | Andris Smirnovs     |
| 2011 | Andris Vosekalns  | Viesturs Lukševics  | Valdis Žogota       |
| 2012 | Andzs Flaksis     | Erki Pütsep         | René Mandri         |
| 2013 | Francesco Chicchi | Marco Benfatto      | Martin Laas         |